# 神田信夫
神田 信夫（かんだ のぶお、1921年（大正10年）10月2日 - 2003年（平成15年）12月30日）は、日本の歴史学者。専門は東洋史、特に清朝史、満州族史。明治大学名誉教授。父は東洋史、書誌学者の神田喜一郎。岳父は恩師でもある和田清

## 経歴
出生から修学期
1921年、京都府京都市で生まれた。父の神田喜一郎が京都帝国大学文学部史学科支那史学専攻を卒業した年に生まれ、1929年に父が台北帝国大学に赴任した際には同行し、幼少期は当時日本領であった台湾で過ごした。
1941年に台北高文科を卒業し、東京帝国大学に入学し、文学部東洋史学科で山根幸夫と同期で学んだ。1943年9月に卒業。同年10月より2年間、大学院特別研究生として、指導教授和田清のもと「満州八旗の研究」のテーマで研究を始めた。
東洋史研究者として
1949年、明治大学助教授に就いた。1956年に同大学教授昇格。1992年に明治大学を退任し、名誉教授となった。その後は東洋文庫研究員。学界では、1986年に発足した「満州史研究会」第2代会長。また、東方学会会長（1993.9-1999.9）。
2003年12月30日、肺炎のため、東京都病院で死去。

## 研究内容・業績
専門は東洋史で、満州史。
満文老襠
1957年には、ヌルハチとホンタイジが統治した清朝初期の時代について満州語で記録された『満文老檔』 を翻訳し解釈を加えた研究・訳註により、第一・二冊に対しその主著者として日本学士院賞を授与される、受賞研究題目は「満文老檔 本文篇 第一巻太祖1 および 第二巻太祖2」。受賞後も訳注を続け、毎年ほぼ一冊のペースで刊行し、1963年の第七冊をもって完了する。その後も清朝や満州族についての研究を続け、山川出版社からを中心として何点かの書籍・研究を発表した。

### 交遊
東大東洋史同期生
- 山根幸夫(東洋史学者)

同期生の記録として『戦中戦後に青春を生きて：東大東洋史同期生の記録』(1984)を共著

## 家族・親族
- 父：神田喜一郎は東洋学者。

## 著書
単著
- 『清帝国の盛衰』(図説 中国の歴史 8) 講談社 1977[14]
- 『満学五十年』刀水書房 1992[15][16]
- 『清朝史論考』山川出版社 2005[17][18][19]

共編著
- 『紫禁城の栄光』(大世界史 11) 神田信夫著、文藝春秋 1968
  - 増補文庫化『紫禁城の栄光：明・清全史』岡田英弘・松村潤共著、講談社学術文庫 2006[20]
- 『新版 北アジア史』(世界各国史 12) 護雅夫共編、山川出版社 1981[21]
- 『戦中戦後に青春を生きて：東大東洋史同期生の記録』神田信夫・山根幸夫共著、山川出版社 1984

「戦争末期の東洋史研究室と下宿生活」神田信夫著,41-59頁.
- 『中国史籍解題辞典』山根幸夫共編、燎原書店 1989[22]
- 『東北アジアの民族と歴史』(民族の世界史 3) 三上次男共編、山川出版社 1989[23]
- 『中国史』(全5巻) (世界歴史大系) 編集委員、山川出版社 1996-2003[24]

雑誌論文
- 神田1948「嘯亭雑録と其の著者」『オリエンタリカ』1, 東京大学東洋史学会, 126-141頁.
- 神田1951「三藩の乱と朝鮮」『駿台史學』1, 60-75頁.PDF
- 神田1951「仁井田陞編「近代中国の社会と経済」」『史学雑誌』60-8, 72-75頁.

記念論文集
- 『清朝と東アジア：神田信夫先生古稀記念論集』同編纂委員会、山川出版社 1992[25]

## 神田信夫に関する資料
- 『東大卒業五十年 われわれの道程：東洋史同期生の記録』山根幸夫・谷井精之助共著、山川出版社 1996[26]
- 松村潤2004「神田信夫先生を偲んで」『満州史研究』3, 216-217頁.PDF
- 柳田節子2024「神田信夫・山根幸夫編『戦中戦後に青春を生きて：東大東洋史同期生の記録』」『中国研究月報』1984-8